# Copa Iberoamericana
La Copa Iberoamericana est une ancienne compétition de football opposant le vainqueur de la Copa de Oro à celui de la Coupe d'Espagne de football, en vertu d'un accord signé entre la Confédération sud-américaine de football (CONMEBOL) et la Fédération royale espagnole de football (RFEF).
La compétition ne connaît qu'une seule édition, entre le CA Boca Juniors et le Real Madrid CF en 1994, qui se conclut sur la victoire du club espagnol.

## Palmarès
| Année | Club recevant              | Score | Club visiteur  | Stade                       |
| ----- | -------------------------- | ----- | -------------- | --------------------------- |
| 1994  | Real Madrid CF             | 3 - 1 | Boca Juniors   | Santiago Bernabéu (Madrid)  |
| 1994  | Boca Juniors               | 2 - 1 | Real Madrid CF | La Bombonera (Buenos Aires) |
| 1994  | Vainqueur : Real Madrid CF |       |                |                             |

## Détails de la finale

### Match aller
| 19 mai 1994 | Real Madrid CF                | 3–1 | Boca Juniors     | Santiago Bernabéu, Madrid   |                             |
|             | Hierro 34e · Morales 70e, 79e |     | Mac Allister 85e | Arbitrage : Piero Ceccarini | Arbitrage : Piero Ceccarini |

| REAL MADRID :      |    |                       |
|                    |    |                       |
|                    | 1  | Francisco Buyo        |
|                    | 2  | Chendo                |
|                    | 3  | Fernando Hierro       |
|                    | 4  | Rafael Alkorta        |
|                    | 5  | Mikel Lasa            |
|                    | 6  | Míchel                |
|                    | 7  | Luis Milla            |
|                    | 8  | Robert Prosinečki     |
|                    | 9  | Dani                  |
|                    | 10 | Rafael Martín Vázquez |
|                    | 11 | Iván Zamorano         |
| Remplaçants :      |    |                       |
|                    | 12 | Fernando Muñoz        |
|                    | 13 | Sandro                |
|                    | 14 | José Luis Morales     |
| Entraîneur :       |    |                       |
| Vicente del Bosque |    |                       |

| BOCA JUNIORS :     |    |                       |
|                    |    |                       |
|                    | 1  | El Mono Montoya       |
|                    | 2  | Diego Soñora          |
|                    | 3  | Juan Simón            |
|                    | 4  | Carlos Daniel Moyá    |
|                    | 5  | Carlos Mac Allister   |
|                    | 6  | Julio Saldaña         |
|                    | 7  | Leonardo Peralta      |
|                    | 8  | Alberto Márcico       |
|                    | 9  | Sergio                |
|                    | 10 | Rubén Da Silva        |
|                    | 11 | Ivo Basay             |
| Remplaçants :      |    |                       |
|                    | 12 | Esteban Pogany        |
|                    | 13 | Luis Alberto Carranza |
|                    | 14 | Carlos Tapia          |
| Entraîneur :       |    |                       |
| César Luis Menotti |    |                       |

### Match retour
| 25 mai 1994 | Boca Juniors              | 2–1 | Real Madrid CF | La Bombonera, Buenos Aires              |                                         |
|             | da Silva 40e · Naveda 73e |     | Milla 74e      | Arbitrage : Salvador Imperatore Marcone | Arbitrage : Salvador Imperatore Marcone |

| BOCA JUNIORS :     |    |                       |
|                    |    |                       |
|                    | 1  | Esteban Pogany        |
|                    | 2  | Luis Adrián Medero    |
|                    | 3  | Rodolfo Arruabarrena  |
|                    | 4  | Julio Saldaña         |
|                    | 5  | Raúl Noriega          |
|                    | 6  | Carlos Tapia          |
|                    | 7  | Rubén Da Silva        |
|                    | 8  | Alejandro Farías      |
|                    | 9  | Beto Naveda           |
|                    | 10 | Luis Alberto Carranza |
|                    | 11 | Sergio                |
| Remplaçants :      |    |                       |
|                    | 12 | Carlos Daniel Moyá    |
| Entraîneur :       |    |                       |
| César Luis Menotti |    |                       |

| REAL MADRID :      |    |                       |
|                    |    |                       |
|                    | 1  | Francisco Buyo        |
|                    | 2  | Chendo                |
|                    | 3  | Fernando Muñoz        |
|                    | 4  | Mikel Antía           |
|                    | 5  | Marcos                |
|                    | 6  | Juan Velasco          |
|                    | 7  | Míchel                |
|                    | 8  | Luis Milla            |
|                    | 9  | Rafael Martín Vázquez |
|                    | 10 | Robert Prosinečki     |
|                    | 11 | Dani                  |
| Remplaçants :      |    |                       |
|                    | 12 | Luis Miguel Ramis     |
|                    | 13 | José Luis Morales     |
| Entraîneur :       |    |                       |
| Vicente del Bosque |    |                       |